# میرکو هرگوویچ
میرکو هرگوویچ (انگلیسی: Mirko Hrgović؛ زادهٔ ۵ فوریهٔ ۱۹۷۹) بازیکن سابق فوتبال اهل کرواسی با اصالت بوسنی و هرزگوین است. 
از باشگاه‌هایی که در آن بازی کرده‌است می‌توان به وولفسبورگ، باشگاه فوتبال شیروکی بریگ و دینامو زاگرب اشاره کرد.
وی همچنین در تیم ملی فوتبال بوسنی و هرزگوین نیز بازی کرده‌است.